# 芝蘭堂
芝蘭堂（しらんどう）は、江戸時代後期に蘭学者の大槻玄沢（磐水）が江戸で開いた蘭学塾。また玄沢の別号（堂号）でもある。

## 概要
大槻玄沢ははじめ江戸で杉田玄白・前野良沢から蘭学・医学を学び、2人の号から各々1字を受けて玄沢と称した。その後、天明5年（1785年）長崎へ留学して通詞本木良永・吉雄耕牛らからオランダ語を学ぶ。天明6年（1786年）5月江戸へ戻り杉田玄白邸に身を寄せ、仙台藩医として召し抱えられた。8月には本材木町に居を構え、「幽蘭堂」と称している。その後一時帰郷して家族を呼び寄せ、天明8年（1788年）三十間堀に移転。この年、玄沢は蘭学の入門書『蘭学階梯』を著したことで、斯界で大いに名を高めており、この前後に私邸を「芝蘭堂」と称して開塾したと思われる。
塾名の「芝蘭」とは本来、霊芝と蘭のことを指し、香りの良い草の総称として用いられる慣用句。さらに転じて『孔子家語』の「與善人居、如入芝蘭之室（善人とともにいると香草の香り漂う部屋にいるように感化される）」「芝蘭生於深林、不以無人而不芳（芝蘭は人のいない深林に生えていても常によい香りを放っている）」あるいは『晋書』の「芝蘭玉樹生庭階（香りの良い草や美しい木は階段の近く=優れた先生の側に生える）」など古典漢籍に見られるように、優れた人物や君子にたとえられる語である。一説には元々玄白の塾名であったものを譲り受けたともいう。
門人帳である『芝蘭堂入学盟規』「載書」には寛政元年7月27日（1789年9月16日）に入門した3名（佐野立見・堀内林哲・宮崎元長）からの署名が見られるため、開塾はこの時期であると思われるが、宇田川玄随や橋本宗吉らそれ以前に入門していながら署名のない弟子もいる。「載書」には文政9年11月22日（1826年12月20日）の二宮玄碩に至るまで38年間で94名の入門署名血判が見られるが、署名が見られない弟子もいることから、入塾した弟子は100名以上いたと思われる。また芝蘭堂は玄沢の私邸でもあったため移転も多く、寛政5年（1793年）9月には京橋水谷町へ、同9年（1797年）4月には木挽町へ、文化3年（1806年）には采女原、文政2年（1819年）には築地へと、たびたび転居している。
寛政6年（1794年）オランダ商館長（カピタン）の江戸出府でオランダ人と初めて対談した玄沢は、これを機にこの年の閏11月11日が西暦で1795年元日に当たることから、芝蘭堂（この時期は京橋水谷町）に多くの蘭学者らを招き、新元会（元日の祝宴）を催した。世にオランダ正月と名高いこの宴はその後も毎年続けられ、玄沢の子・玄幹の死まで44年間行われた。
芝蘭堂は文政10年（1827年）の玄沢の死後も、長男玄幹（磐里）が継ぎ、さらに孫の玄東（磐泉）にまで引き継がれ、江戸における蘭学学習の一大中心地としてあり続けた。
なお、洒落っ気も持ち合わせていた玄沢は「しらんどう」の名をもじって「無識堂（しらんどう）半酔先生」と号し、「医者商」なる戯作も書いている。

## 主な門人
※は載書に署名が見られる人物。太字は芝蘭堂四天王、玄沢四天王などと称されることもある。
- 宇田川玄随
- 宇田川玄真
- 橋本宗吉
- 山村才助
- 稲村三伯※
- 佐々木中沢
- 岡田甫説
- 市川岳山
- 小石元瑞※
- 長谷川宗仙※
- 中天游※